# Gower Street (Hollywood)
Pour les articles homonymes, voir Gower Street.
Gower Street (rue Gower) est une rue de Los Angeles, en Californie. Bien que moins connue que d'autres rues d'Hollywood, son histoire est étroitement liée à celle des débuts du cinéma américain.

## Présentation
Gower Street commence au niveau de First Street dans le quartier de Hancock Park comme une rue résidentielle, avant de devenir industrielle puis commerçante lorsqu'elle traverse le quartier d'Hollywood. Elle redevient résidentielle au nord de Franklin Avenue et se termine au niveau de Beachwood Canyon à Beachwood Drive, près du panneau Hollywood.
Le Walk of Fame part de l'angle entre Hollywood Boulevard et Gower Street. Gower Street marque également la limite ouest du cimetière Hollywood Forever, juste au sud de Santa Monica Boulevard.
Gower Street est moins renommée que sa voisine Vine Street. Malgré son quasi anonymat, elle a joué un rôle-clef dans l'histoire d'Hollywood. Les premiers studios se sont en effet implantés en nombre sur ou proche de Gower Street aux tout débuts du cinéma.
Les studios de la Paramount Pictures se situent de nos jours à l'angle de Gower Street et de Melrose Avenue. Plus au nord, les Sunset Gower Studios (anciennement Columbia Pictures) se trouvent au carrefour entre Sunset Boulevard and Gower Street.

## Origines
Hollywood fut, dans les premières années de son existence, une ville indépendante, avant d'être annexée à Los Angeles en 1910. C'est pendant cette période, vers 1890, que John T. Gower, fermier de son état, en provenance d'Hawaii, vint s'y installer avec ses équipements agricoles, les premiers du secteur. Il fit construire sa maison près de la rue qui aujourd'hui porte son nom, depuis le rattachement de Hollywood à Los Angeles.

## Gower Street et le cinéma
C'est à Gower Street que s'est implanté le tout premier studio de cinéma d'Hollywood. Fondé en 1911 par Al Christie, il marque le début de l'association entre Hollywood et le cinéma. Les Studios Christie occupent à l'époque un bâtiment situé à l'angle sud-ouest de Gower Street et de Sunset Boulevard. Quelques années plus tard, ce même endroit accueille le Columbia Drugstore, célèbre pour sa fontaine à soda et fréquenté par les jeunes vedettes de cinéma. Le drugstore était également très fréquenté par les starlettes pour son vendeur de magazines et journaux de rue.
Au début des années 1930, Gower Street est surnommée Gower Gulch, en raison des nombreux figurants de westerns qui partaient de chez eux en tenue de cowboy et venaient à pied aux studios de la Paramount, Republic ou RKO.

## Univers de fiction
Dans la chanson « Desperados Under the Eaves » de Warren Zevon, la rue est immortalisée sous le nom de « Gower Avenue ». Alors que le protagoniste essaie de faire passer un mal de tête après avoir trop bu, les Gentlemen Boys chantent le refrain « Look away down Gower Avenue » sur une musique imitant le bruit d'une climatisation.